# No Angels
No Angels — немецкая поп-группа, представлявшая свою страну на конкурсе песни «Евровидение-2008».

## Участие на «Евровидении-2008»
Песня «Disappear», которую немецкие конкурсантки представили на конкурсе, заняла 23-е место из 25 с 14-ю баллами. Результаты хуже показали Энди Абрахам из Великобритании и Айсис Джи из Польши.

## Дискография
Студийные альбомы
- Elle’ments (2001)
- Now … Us! (2002)
- Pure (2003)
- Destiny (2007)
- Welcome to the Dance (2009)

Участие
- Celebration (совместно с DJ BoBo) (2002)

## Награды
2001
- Bambi — «Pop National»
- Bravo Otto (Gold) — «Superband Pop»
- Comet — «Best Act National»
- Eins Live Krone — «Best Newcomer»
- Goldene Henne — «Music»
- Top of the Pops Award — «Top Single Germany»

2002
- Bravo Otto (Gold) — «Superband Pop»
- Comet — «Viewer’s Choice Award»
- ECHO — «Best National Group — Rock/Pop»
- ECHO — «Best National Single — Rock/Pop»
- Eins Live Krone — «Best Band»
- Radio Regebogen Award — «Newcomer 2001»
- World Music Awards — «Best-selling German Act»

2003
- Bravo Otto (Gold) — «Superband Pop»
- Comet — «Band National»
- ECHO — «Best National Videoclip»
- Eins Live Krone — «Best Single»
- Goldene Kamera — «Best Band»
- NRJ Music Awards — «Best German Song»

2007
- Bayrischer Musiklöwe — «Best Comeback»

2009
- Szenepreis — «Song of the Year 2008 — national»

2010
- Szenepreis — «Song of the Year 2009 — national»